# سحر امامی (گوینده خبر)
سحر امامی (زادهٔ سال ۱۳۶۴ در تهران)، مجری و گوینده شبکه خبر صداوسیما است که از سال ۱۳۸۷ فعالیت رسانه‌ای خود را آغاز کرده‌است. او در تاریخ ۲۶ خرداد ۱۴۰۴ (۱۶ ژوئن ۲۰۲۵)، به‌واسطهٔ واکنش خود در جریان حمله اسرائیل به ساختمان شیشه‌ای صدا و سیما به شهرت گسترده‌ای رسید.

## زندگی‌نامه
سحر امامی متولد سال ۱۳۶۴ در تهران است. او تحصیلات خود را در رشته مهندسی کشاورزی گرایش صنایع غذایی به پایان رساند، اما مسیر حرفه‌ای‌اش را در رسانه ادامه داد. وی متأهل است و دارای یک فرزند پسر می‌باشد.

## فعالیت حرفه‌ای
امامی فعالیت رسانه‌ای را از سال ۱۳۸۷ در برنامه «به خانه برمی‌گردیم» شبکه تهران آغاز کرد. سپس در سال ۱۳۸۹ به شبکه خبر منتقل شد و اجرای برنامه‌های متعددی از جمله «صبح با خبر»، «پیشخوان خبر» و «گفت‌وگوی ویژه خبری» را بر عهده داشت.

## دلیل شهرت
شهرت گستردهٔ سحر امامی در پی حادثه‌ای در تاریخ ۲۶ خرداد ۱۴۰۴ (۱۶ ژوئن ۲۰۲۵) رقم خورد. در آن روز، ساختمان شیشه‌ای صدا و سیما در تهران هدف حمله موشکی قرار گرفت. سحر امامی در حال اجرای زنده اخبار بود که انفجار رخ داد و پخش زنده برای دقایقی متوقف شد.
او تنها چند دقیقه بعد در استودیویی دیگر به پخش زنده بازگشت و اجرای اخبار را ادامه داد. تعدادی از رسانه‌های داخلی و خارجی، او را «نماد شجاعت و صداقت رسانه‌ای در بحران» معرفی کردند.
رسانه‌های عراقی نیز با اهدای پرچم‌های مذهبی و لوح تقدیر، از اقدام او تمجید کردند. همچنین کمیته ملی المپیک ایران، او را به عنوان «نماد مقاومت رسانه‌ای» همراه با کاروان ورزشی ایران به بازی‌های همبستگی کشورهای اسلامی در ریاض اعزام کرد.

## سبک اجرا و شخصیت حرفه‌ای
سحر امامی به خاطر لحن متین، تسلط بالا، آرامش در اجرا و پایبندی به دقت خبری شناخته می‌شود. او بیان کرده که بدون پشتوانهٔ آشنایی وارد صداوسیما شده و از مسیر آزمون‌های حرفه‌ای عبور کرده است. وی همچنین علاقه زیادی به مطالعه منابع خارجی از جمله بی‌بی‌سی و رویترز دارد و پیش از هر اجرا، اخبار را به‌طور مستقل بررسی می‌کند.

## زندگی شخصی
سحر امامی متأهل است و دارای یک فرزند پسر می‌باشد. همسر او نیز در حوزه رسانه فعالیت دارد. او ترجیح می‌دهد از شبکه‌های اجتماعی شخصی استفاده نکند و چهره‌ای حرفه‌ای، بی‌حاشیه و مستقل از خود ارائه داده است.